# Liuwan
Liuwan (kinesiska: 刘湾, 刘湾镇) är en köping i Kina. Den ligger i provinsen Henan, i den centrala delen av landet, omkring 230 kilometer sydost om provinshuvudstaden Zhengzhou. Antalet invånare är 28 739. Befolkningen består av 14 336 kvinnor och 14 403 män. Barn under 15 år utgör 23,0 %, vuxna 15-64 år 66 %, och äldre över 65 år 9,0 %.
Genomsnittlig årsnederbörd är 1 047 millimeter. Den regnigaste månaden är augusti, med i genomsnitt 224 mm nederbörd, och den torraste är januari, med 13 mm nederbörd.